# Antoni Cerdà i Lloscos
Antoni Cerdà i Lloscos (Santa Margalida, ap. 1390- Roma,1459) fou un cardenal mallorquí.
Professà al convent de trinitaris de la Ciutat de Mallorca. Doctor en teologia, fou catedràtic a la Universitat de Lleida. Fou definidor general (1429) i visitador de l'orde trinitari de les Illes Britàniques i, posteriorment, també de Castella, Aragó, Catalunya i Itàlia. Va ser nomenat també procurador general dels trinitaris, teòleg consultor de Pius II i arquebisbe de Messina (1448-49). El papa Nicolau V el feu cardenal el 1448; fou traslladat després a la seu de Lleida (1449-59). A Lleida instituí la prebenda teologal, impulsà la devoció al Sant Drap, acordà fer les representacions de la passió al claustre i no al presbiteri de la catedral i esperonà les obres de reconstrucció de l'hospital de Santa Maria. Preceptor, a Nàpols, del rei Alfons el Magnànim i dels seus fills, escriví el tractat De educatione principum. Morí a Roma i fou sepultat a la basílica de Sant Pere.
Una plaça de Santa Margalida du el seu nom i és fill il·lustre de Mallorca.